# پل بنت (بازیکن فوتبال، زاده ۱۹۶۱)
پل بنت (انگلیسی: Paul Bennett; ۳۱ ژانویهٔ ۱۹۶۱) بازیکن سابق فوتبال اهل انگلستان است.
از باشگاه‌هایی که در آن بازی کرده‌است می‌توان به باشگاه فوتبال اورتون، باشگاه فوتبال پورت ویل، باشگاه فوتبال نورتویچ ویکتوریا، باشگاه فوتبال باکستون و باشگاه فوتبال استالی‌بریج سلتیک اشاره کرد.